# Abîme de Bramabiau
Pour les articles homonymes, voir abîme.

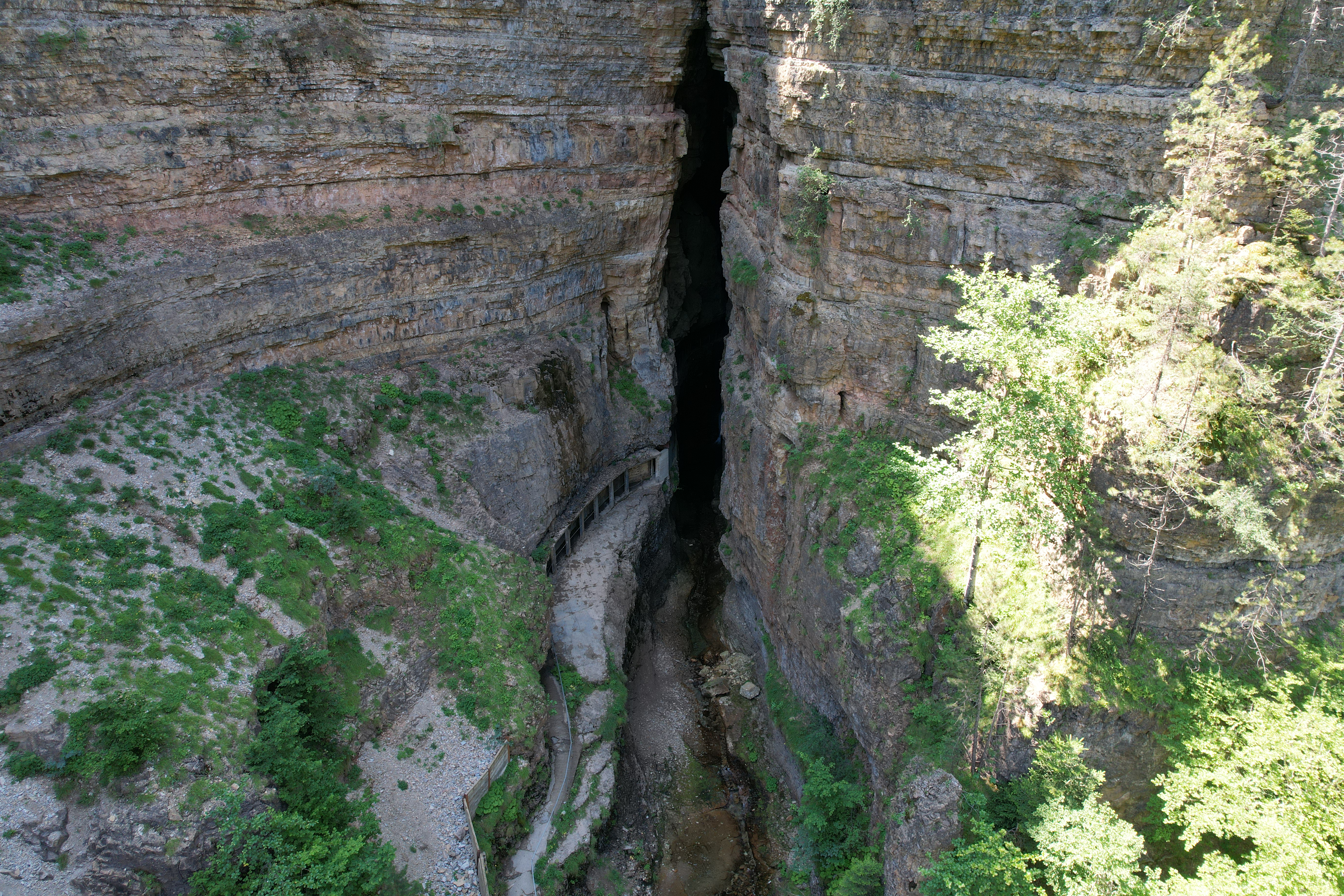
Entrée de l'abîme de Bramabiau.

L'abîme de Bramabiau  (en occitan, graphie classique : avenc de Bramabuòu)  est une cavité d'où surgit une rivière souterraine par une diaclase de 70 m de hauteur.
C'est un site naturel classé, situé en France, sur la commune de Saint-Sauveur-Camprieu dans le département du Gard, en région Occitanie.

## Étymologie
Bramabiau provient de l'occitan languedocien bramabuòu qui signifie le « bœuf qui brame », ce qui est justifié par le fracas d'une chute de 10 m de hauteur en fortes eaux.

## Géographie

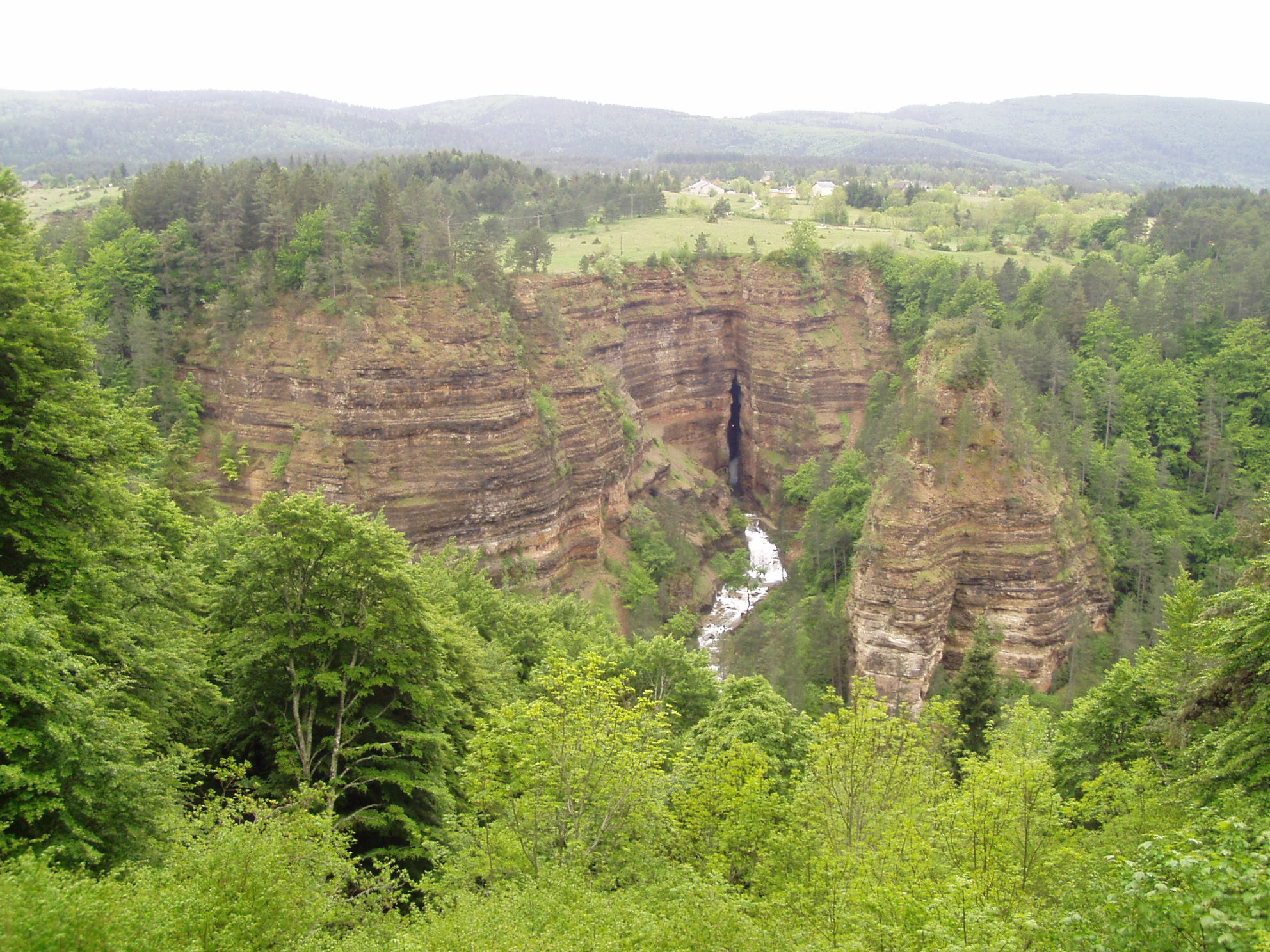
L'abîme en période de fortes eaux (mai 2008).

Entre le mont Aigoual et les gorges du Tarn se situe l'abîme de Bramabiau. Au fond du canyon Hypogée, la rivière du Bonheur y continue son intense travail d'érosion.
Le ruisseau du Bonheur prend sa source près du col de la Serreyrède. Il coule au fond d'une petite vallée longue de quelque cinq kilomètres avant de s'enfoncer dans le causse de Camprieu en de multiples pertes.
Le ruisseau se scinde alors en plusieurs rivières souterraines qui creusent un véritable labyrinthe de plusieurs kilomètres avant de resurgir à l'air libre en prenant le nom de Bramabiau.

## Historique

### Découverte et explorations
Édouard-Alfred Martel découvrit l'abîme de Bramabiau en septembre 1884, année où il explora la grotte de Dargilan, l'aven Armand et le gouffre de Padirac. La description qu'il fit des galeries souterraines, « un caprice de la nature tel qu'on n'en connait pas de semblable », rendit rapidement Bramabiau célèbre. Martel en réussit la traversée le 28 juin 1888 accompagné de Marcel et Gabriel Gaupillat, Philippe Cheilley, Émile Foulquier, Hippolyte Causse, Louis Armand, Claude Blanc et Émile Michel. 1 300 m de traversée avaient été franchis. Le procès-verbal rédigé à la mairie de Camprieu à l'occasion de cette traversée fait figure d'acte de naissance de la spéléologie.
Le 15 septembre 1890, ce fut au tour du jeune Félix Mazauric, tout juste avant sa prise de fonction sur son nouveau poste d'instituteur à Camprieu, d'effectuer la 4e traversée en compagnie de son ami Randon. S'ensuivit en une année une série de 11 sorties qui permirent à Mazauric de porter le développement de l'abîme à 6 350 m et d'en établir la topographie.
Henri de Lapierre, à l'origine de la découverte d'un labyrinthe qui porte aujourd'hui son nom, a continué l'exploration en 1924, suivi par Pierre Maréchal qui, à partir de 1951, a complété les recherches précédentes.
Il a appartenu à trois spéléologues lozériens (Daniel André, Serge Gailhac et Monique Puel) de reprendre les investigations dans Bramabiau et surtout de réaliser une topographie complète, ce à partir de 1982 ; le 20 mars 1983, ces spéléologues ont découvert un complexe de galeries disposées en labyrinthes développant environ 4 km et riches en préhistoire : ils l'ont appelé "réseau Félix-Mazauric" en hommage à celui qui avait réalisé en 1893 un plan topographique représentant à l'époque la caverne la plus étendue de France ; dans ce réseau, ont été découvertes, relevant de la préhistoire récente, des empreintes de pieds nus humains dans l'argile et une nécropole (une trentaine de sujets), et, par la suite, des dizaines de contre-empreintes de pattes de dinosauriens (sur les strates des voûtes) datant d'environ 200 millions d'années.
À la fin des travaux de ces trois spéléologues, le développement du réseau de Bramabiau a été porté à presque 11 km (en prenant en compte toutes les cavités qui lui sont liées, bien que ne jonctionnant pas toutes).
Bien que classé parmi les sites du Gard depuis les années 40, Bramabiau a fait l'objet d'un classement par la DIREN Languedoc-Roussillon, notamment pour protéger le réseau préhistorique qui est depuis lors en "réserve absolu" et contrôlé.

### Exploitation touristique
Les premiers aménagements pour accueillir les visiteurs sont réalisés en 1925. Aimé Cazal fut l'un des administrateurs de la grotte et œuvra pour sa promotion touristique.
L'abîme de Bramabiau est ouvert au public pour une visite guidée payante sur un circuit aménagé de 1 km, d'avril jusqu'au dernier jour des vacances de la Toussaint.